# Halocnemum
Halocnemum ist eine Pflanzengattung in der Familie der Fuchsschwanzgewächse (Amaranthaceae). Es sind strauchige Salzpflanzen mit fleischigen, scheinbar gegliederten Sprossachsen und stark reduzierten Blättern und Blüten. Die Gattung ist an ihren kugeligen bis kurz-zylindrischen Seitenzweigen leicht erkennbar. Die nur zwei Arten sind von Südeuropa und Nordafrika über Asien bis nach China verbreitet.

## Beschreibung

### Vegetative Merkmale
Die Halocnemum-Arten sind Halbsträucher oder kleine Sträucher, die Wuchshöhen bis 1,5 zu Metern erreichen. Die reich verzweigten Sprossachsen erscheinen gegliedert und sind kahl. Kennzeichnendes Merkmal sind kleine, kugelige bis kurz-zylindrische Seitenzweige.
Die gegenständigen Laubblätter sind fleischig, kahl, zu kleinen Schuppen reduziert, im unteren Teil miteinander verwachsen und den Stängel umgebend.

### Blütenstände und Blüten
Die Blütenstände bestehen aus endständigen sowie zahlreichen seitlichen scheinähren Teilblütenständen, diese stehen gegenständig und sind kugelig bis kurz-zylindrisch. Die einzelnen Zymen in der Achsel eines schildförmigen Tragblatts enthalten jeweils (zwei bis) drei Blüten, die etwas in die Blütenstandsachse eingesenkt sind.
Die Blüten sind meist zwittrig. Die Blütenhülle besteht aus drei häutigen, nur an der Basis verbundenen Blütenhüllblättern. Das einzige Staubblatt ragt aus der Blütenhülle heraus. Der eiförmige Fruchtknoten trägt einen dicken Griffel und zwei pfriemliche Narben.

### Früchte und Samen
Zur Fruchtzeit bleibt die Blütenhülle unverändert. Die Frucht ist verkehrt-eiförmig und frei. Der Same steht vertikal und ist orange bis rotbraun. Die Samenschale ist besonders entlang der Raphe (=Samennaht) mehr oder weniger papillös. Der Embryo ist gebogen. Es ist reichlich Nährgewebe vorhanden.

## Vorkommen
Das Verbreitungsgebiet von Halocnemum erstreckt sich von Südeuropa, dem Mittelmeerraum und Nordafrika über das östliche Europa, Südwest- und Mittelasien bis nach China (Xinjiang, Gansu).
Halocnemum-Arten besiedeln küstennahe Salzmarschen sowie im Inland Salzpfannen, ausgetrocknete Flussbetten und salzige Halbwüsten in Höhenlagen bis 1200 Metern.

## Systematik

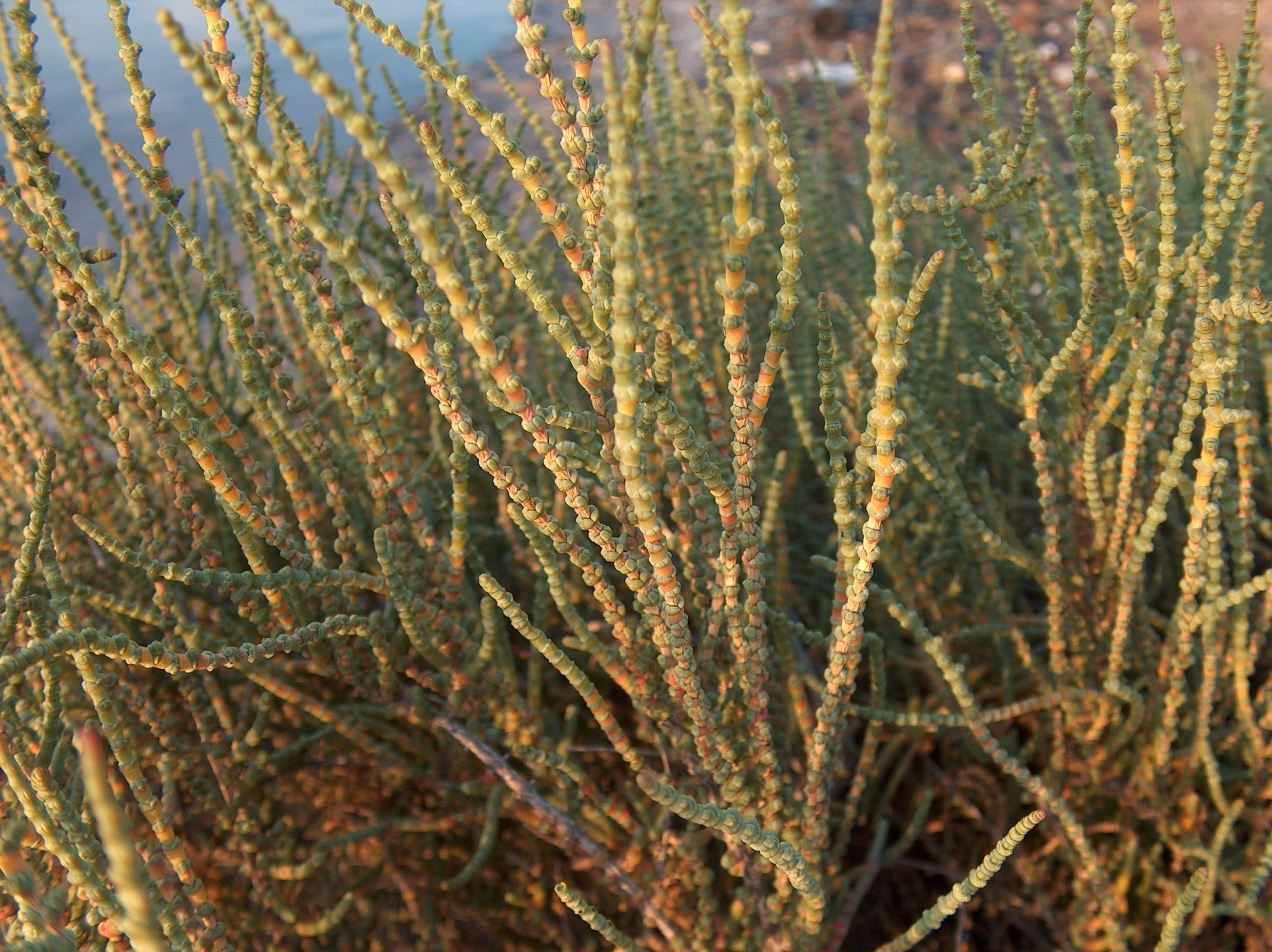
Halocnemum cruciatum

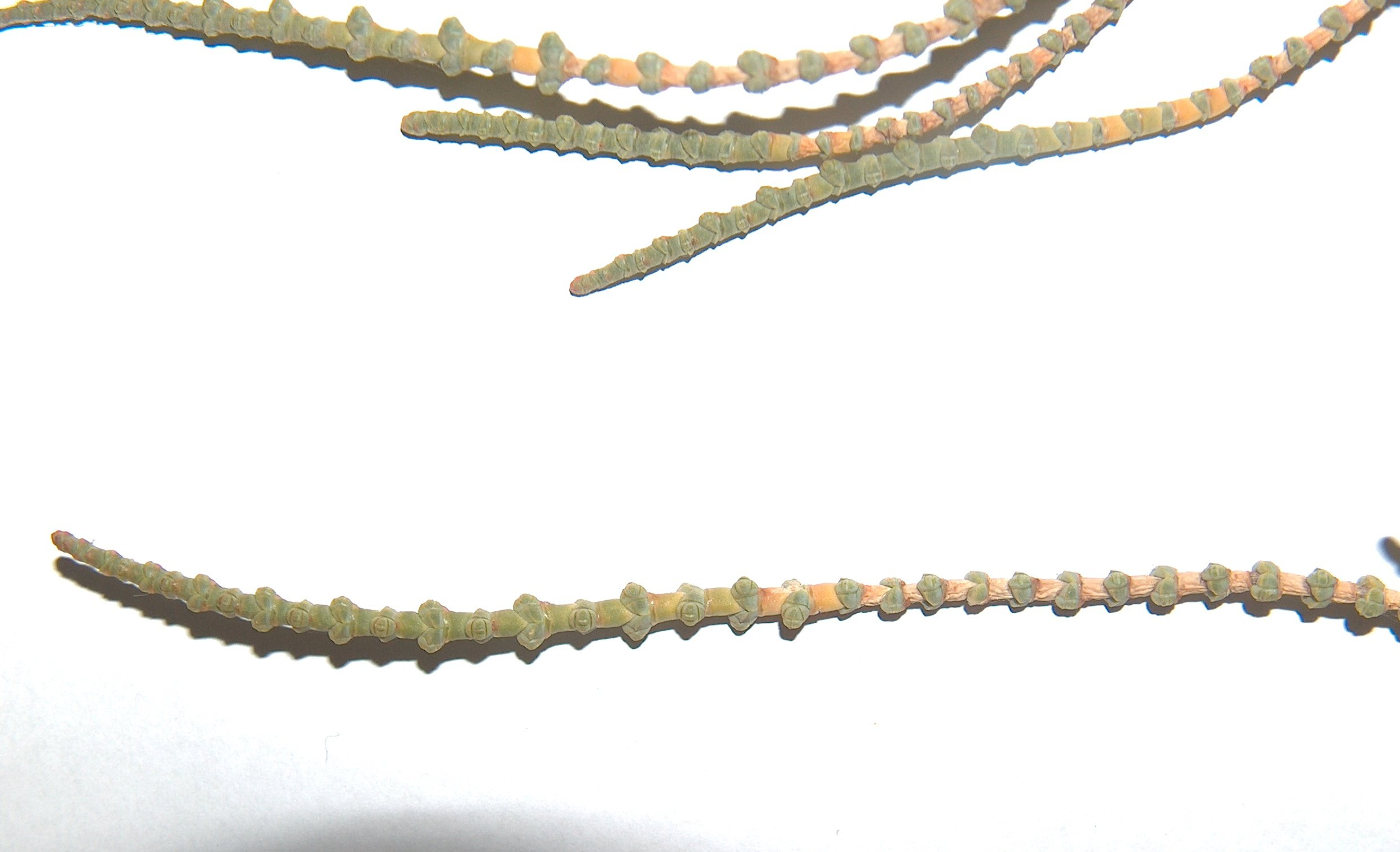
Zweige von Halocnemum cruciatum mit kugeligen Seitenzweigen

Die Gattung Halocnemum wurde 1819 von Friedrich August Marschall von Bieberstein aufgestellt, und enthielt damals die beiden Arten Halocnemum strobilaceum und Halocnemum caspicum (letztere ist ein Synonym von Halostachys belangeriana). Als Typusart wurde Halocnemum strobilaceum festgelegt. Im 19. Jahrhundert kamen weitere Arten dazu, die später entweder anderen Gattungen zugeordnet wurden oder als Synonym von Halocnemum strobilaceum betrachtet wurden. So galt Halocnemum im 20. Jahrhundert lange als monotypisch. 2008 wurde die neue Art Halocnemum yurdakulolii beschrieben, die 2012 mit Halocnemum cruciatum synonymisiert wurde.
Nach Bacchetta et al. 2012 und Biondi et al. 2013 umfasst die Gattung Halocnemum zwei Arten:
- Halocnemum strobilaceum (Pall.) M.Bieb.: ein niederliegend-aufsteigender, blaugrüner Zwergstrauch bis 60 cm, Seitenzweige kugelig bis zylindrisch, Samen mehr oder weniger glatt. Er ist im östlichen Europa (von Italien und Griechenland zur Ukraine) und in Asien weit verbreitet (Anatolien, Kaukasus, Iran, Irak, Afghanistan, Pakistan, Arabien, China, Mongolei, Sibirien, Kasachstan).[6] Die Chromosomenzahl beträgt 2n = 18.[7]
- Halocnemum cruciatum (Forssk.) Tod. (Syn. Halocnemum yurdakulolii Yaprak), ein aufrecht-aufsteigender, blass gelblichgrüner Strauch bis 1,5 Meter, Seitenzweige alle kugelig, Samen entlang der Raphe (=Samennaht) papillös. Er ist vor allem an den Küsten des Mittelmeerraums verbreitet: südliches Spanien und südliches Italien (Sizilien, Sardinien), Algerien, Tunesien, Ägypten, Libyen (Kyrenaika), Zypern, Südküste der Türkei, seltener im Inland (Sinai-Halbinsel, Marokko, Salzbecken der Sahara und des Saharo-Iranischen Gebietes).[6]

## Nutzung
Halocnemum strobilaceum besitzt eine geringe wirtschaftliche Bedeutung als Weidepflanze für Kamele und Schafe. Halocnemum strobilaceum ist zur Wiederbesiedlung von stark versalzten Böden gut geeignet. Außerdem werden Halocnemum strobilaceum von nomadischen Stämmen zur Gewinnung von Pottasche sowie als Brennstoff verwendet.